# Baerenthal
Baerenthal (Duits:Bärenthal (Lothringen)) is een gemeente in het Franse departement Moselle (regio Grand Est) en telt 710 inwoners (2005). De gemeente maakt deel uit van het arrondissement Sarreguemines en van het kanton Bitche.

## Geografie
De oppervlakte van Baerenthal bedraagt 40,2 km², de bevolkingsdichtheid is 17,7 inwoners per km².
De onderstaande kaart toont de ligging van Baerenthal met de belangrijkste infrastructuur en aangrenzende gemeenten.

## Demografie
Onderstaande figuur toont het verloop van het inwonertal (bron: INSEE-tellingen).